# Sinalização de trânsito no Brasil
Os sinais de trânsito no Brasil, assim como na maioria dos países da América do Sul e do mundo, são baseados na sinalização definida na Convenção de Trânsito Viário, realizada em Viena, Áustria, em 1968. As atualizações e melhorias adotadas no país são inspiradas na engenharia de trânsito dos Estados Unidos, que publica uma série de manuais e tratados periodicamente revisados e atualizados através da Federal Highway Administration (FHWA), entre eles o Manual on Uniform Traffic Control Devices (MUTCD). O Brasil também é signatário do Acordo sobre Regulamentação Básica Unificada de Trânsito (RBUT), celebrado entre Brasil, Argentina, Bolívia, Chile, Paraguai, Peru e Uruguai em 1992.

## Definição
Os sinais de regulamentação, de proibição e obrigatórios são todos circulares branco com bordas vermelhas, com exceção da sinalização de parada obrigatória e de preferência. Os sinais de advertência são em forma de diamante amarelos.
As unidades são indicadas em observância ao Sistema Internacional de Unidades. As especificações da sinalização foram determinadas pelas resoluções 180/2005, 236/2007, 243/2007, 483/2014, 486/2014 e 690/2017 do Conselho Nacional de Trânsito (CONTRAN), constituindo o Manual Brasileiro de Sinalização de Trânsito (MBST).

## Sinais de Regulamentação
Os sinais de regulamentação, de proibição e obrigatórios são todos circulares branco com bordas vermelhas, com exceção da sinalização de parada obrigatória (R-1) e de preferência (R-2).
| R-1 Parada obrigatória                          | R-2 Dê a preferência                            | R-3 Sentido proibido (Não entre)                                 | R-4a Proibido virar à esquerda               | R-4b Proibido virar à direita          | R-5a Proibido retornar à esquerda      | R-5b Proibido retornar à direita                    | R-6a Proibido estacionar             | R-6b Estacionamento regulamentado            |
| R-6c Proibido parar e estacionar                | R-7 Proibido ultrapassar                        | R-8a Proibido mudar de faixa para a direita                      | R-8b Proibido mudar de faixa para a esquerda | R-9 Proibido trânsito de caminhões     | R-10 Proibido trânsito de automóveis   | R-11 Proibido trânsito de veículos de tração animal | R-12 Proibido trânsito de bicicletas | R-13 Proibido trânsito de tratores           |
| R-14 Peso bruto total máximo permitido          | R-15 Altura máxima permitida                    | R-16 Largura máxima permitida                                    | R-17 Peso máximo permitido por eixo          | R-18 Comprimento máximo permitido      | R-19 Velocidade máxima permitida       | R-20 Proibido acionar buzina ou sinal sonoro        | R-21 Alfândega                       | R-22 Uso obrigatório de corrente             |
| R-23 Conserve-se à direita                      | R-24a Sentido obrigatório                       | R-24b Passagem obrigatória                                       | R-25a Vire à esquerda                        | R-25b Vire à direita                   | R-25c Siga em frente ou à esquerda     | R-25d Siga em frente ou à direita                   | R-26 Siga em frente                  | R-27 Veículos pesados mantenham-se à direita |
| R-28 Sentido duplo                              | R-29 Proibido trânsito de pedestres             | R-30 Pedestre, ande pela esquerda                                | R-31 Pedestre, ande pela direita             | R-32 Circulação exclusiva de ônibus    | R-33 Rotatória                         | R-34 Circulação exclusiva de bicicletas             | R-35a Ciclista, transite à esquerda  | R-35b Ciclista, transite à direita           |
| R-36a Ciclistas à esquerda, pedestres à direita | R-36b Pedestres à esquerda, ciclistas à direita | R-37 Proibido trânsito de motocicletas, motonetas e ciclomotores | R-38 Proibido trânsito de ônibus             | R-39 Circulação exclusiva de caminhões | R-40 Trânsito proibido a carros de mão |                                                     |                                      |                                              |

## Sinais de Advertência
Os sinais de advertência são em forma de diamante amarelos, com exceção da sinalização de obras (A-24), de sentido único/duplo (A-26a/A-26b) e da Cruz de Santo André (A-41).
| A-1a Curva Acentuada à Esquerda     | A-1b Curva Acentuada à Direita | A-2a Curva à Esquerda                  | A-2b Curva à Direita                   | A-3a Pista sinuosa à Esquerda          | A-3b Pista sinuosa à Direita                   | A-4a Curva Acentuada em "S" à Esquerda        | A-4b Curva Acentuada em "S" à Direita   | A-5a Curva em "S" à Esquerda           | A-5b Curva em "S" à Direita            | A-6 Cruzamento                          | A-7a Entroncamento à Esquerda |
| A-7b Entroncamento à Direita        | A-8 Interseção em T            | A-9 Bifurcação em Y                    | A-10a Entroncamento Oblíquo à Esquerda | A-10b Entroncamento Oblíquo à Direita  | A-11a Junções Contrárias - Primeira à Esquerda | A-11b Junções Contrárias - Primeira à Direita | A-12 Carrossel                          | A-13a Confluência à Esquerda           | A-13a Confluência à Direita            | A-14 Semáforo à Frente                  | A-15 Parada à Frente          |
| A-16 Bonde/VLT                      | A-17 Pista Irregular           | A-18 Saliência ou Lombada              | A-19 Depressão                         | A-20a Declive Acentuado                | A-20b Aclive Acentuado                         | A-21a Estreitamento de Pista ao Centro        | A-21b Estreitamento de Pista à Esquerda | A-21c Estreitamento de Pista à Direita | A-21d Alargamento de Pista à Esquerda  | A-21e Alargamento de Pista à Direita    | A-22 Ponte Estreita           |
| A-23 Ponte móvel                    | A-24 Obras                     | A-25 Mão Dupla à Frente                | A-26a Sentido Único                    | A-26b Sentido Duplo                    | A-27 Área com Desmoronamento                   | A-28 Pista Escorregadia                       | A-29 Projeção de Cascalho               | A-30a Trânsito de Ciclistas            | A-30b Passagem Sinalizada de Ciclistas | A-30c Trânsito de Ciclistas e Pedestres |                               |
| A-31 Trânsito de Tratores           | A-32a Passagem de Pedestres    | A-32b Passagem Sinalizada de Pedestres | A-33a Área Escolar                     | A-33b Passagem Sinalizada de Escolares | A-34 Crianças                                  | A-35 Animais                                  | A-36 Animais selvagens                  | A-37 Altura limitada                   | A-38 Largura limitada                  | A-39 Passagem de Nível sem Barreira     |                               |
| A-40 Passagem de Nível com Barreira | A-41 Cruz de Santo André       | A-42a Início de Pista Dupla            | A-42b Fim de Pista Dupla               | A-42c Pista Dividida                   | A-43 Aeroporto                                 | A-44 Vento Lateral                            | A-45 Rua sem Saída                      | A-46 Peso Bruto Total Limitado         | A-47 Peso Limitado por Eixo            | A-48 Comprimento limitado               |                               |

## Sinais de Educação
As placas educativas têm a função de educar o usuário da via quanto ao comportamento adequado e seguro no trânsito.
| Use o cinto de segurança | Obedeça a sinalização | Não jogue lixo na rodovia natureza agradece | Ajude a cuidar do patrimônio natural dirija com atenção | Preserve a natureza pense nas gerações futuras |